# Leptogyra eritmeta
Leptogyra eritmeta är en snäckart som beskrevs av Bush 1897. Leptogyra eritmeta ingår i släktet Leptogyra och familjen Skeneidae. Inga underarter finns listade i Catalogue of Life.